# باول أ. شويرتزر
باول أ. شويرتزر (بالإنجليزية: Paul A. Schweitzer)‏ هو رياضياتي وأستاذ جامعي أمريكي، ولد في 21 يوليو 1937 في يونكيرس في الولايات المتحدة.